# Gary Cahill
Gary James Cahill (Sheffield, 19 de dezembro de 1985) é um ex-futebolista inglês que atuava como zagueiro.
O jogador fez uma ótima temporada pelo Bolton Wanderers e foi contratado pelo Chelsea por um preço de 7 milhões de libras equivalente a 19 milhões.
Se aposentou da Seleção Inglesa em 2018 após a Copa do Mundo FIFA de 2018. Disputou 61 partidas e marcou 5 gols em 8 anos defendendo a Seleção Inglesa.
Jogou na final da Liga dos Campeões 2011-12 em que o Chelsea sagrou-se campeão.

## Estatísticas

### Seleção
| Inglaterra | Inglaterra | Inglaterra |
| Anos       | Jogos      | Gols       |
| ---------- | ---------- | ---------- |
| 2010       | 1          | 0          |
| 2011       | 6          | 1          |
| 2012       | 5          | 1          |
| 2013       | 9          | 0          |
| 2014       | 12         | 1          |
| 2015       | 7          | 0          |
| 2016       | 12         | 1          |
| 2017       | 6          | 0          |
| 2018       | 3          | 1          |
| Total      | 61         | 5          |

#### Gols pela seleção
| #  | Data                    | Local                                          | Adversário    | Placar | Resultado | Competição               |
| -- | ----------------------- | ---------------------------------------------- | ------------- | ------ | --------- | ------------------------ |
| 1. | 2 de setembro de 2011   | Estádio Nacional Vasil Levski, Sofia, Bulgária | Bulgária      | 0–1    | 0–3       | Euro 2012                |
| 2. | 29 de fevereiro de 2012 | Estádio de Wembley, Londres, Inglaterra        | Países Baixos | 1–2    | 2–3       | Amistoso                 |
| 3. | 30 de maio de 2014      | Estádio de Wembley, Londres, Inglaterra        | Peru          | 2–0    | 3–0       | Amistoso                 |
| 4. | 11 de novembro de 2016  | Estádio de Wembley, Londres, Inglaterra        | Escócia       | 3–0    | 3–0       | Elim. Copa do Mundo 2018 |
| 5. | 2 de junho de 2018      | Estádio de Wembley, Londres, Inglaterra        | Nigéria       | 1–0    | 2–1       | Amistoso                 |

## Títulos
Chelsea
- Liga dos Campeões da UEFA: 2011–12
- Liga Europa da UEFA: 2012–13, 2018–19
- Campeonato Inglês: 2014–15, 2016–17
- Copa da Inglaterra: 2011–12, 2017–18
- Copa da Liga Inglesa: 2014–15

### Prêmios Individuais
- Gol da temporada do Aston Villa: 2005–06
- Jogador do ano do Burnley: 2004–05
- Melhor jogador jovem do Burnley: 2004–05
- Melhor jogador do Bolton Wanderers: 2008–09[2]
- Equipe do Ano PFA da Premier League: 2013–14, 2014–15, 2016–17[3]